# Il massacro di Scio
Il massacro di Scio è un dipinto a olio su tela (417x354 cm) del pittore francese Eugène Delacroix, realizzato nel 1824 e conservato al museo del Louvre di Parigi.

## Storia

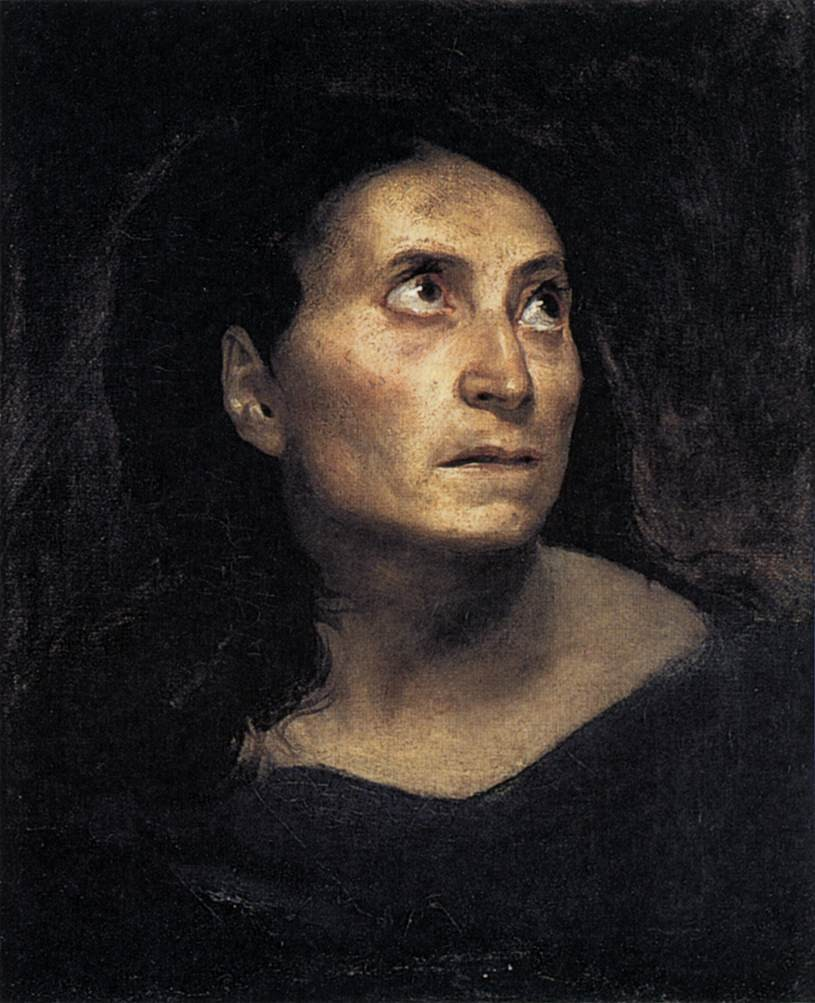
Eugène Delacroix, Studio di una testa di una donna anziana (1824); olio su tela, Musée des Beaux-Arts, Orléans

Il dipinto prende spunto da un episodio storico realmente accaduto: il massacro di Chio. All'inizio dell'Ottocento, infatti, la Grecia rientrava ancora nei domini dell'Impero ottomano: volendo recuperare l'agognata indipendenza, il popolo greco diede prontamente avvio a numerosi episodi di insurrezione, tutti tragicamente soffocati nel sangue. Tra gli eccidi più spaventosi vi fu quello compiuto nel 1822 nell'isola di Chio, dove i Turchi per rappresaglia contro i Greci trucidarono circa ventimila persone e deportarono i superstiti come schiavi.
Il massacro di Chio fece scalpore negli ambienti intellettuali romantici, vivi sostenitori dell'indipendenza della Grecia. Tra i più sensibili alle atrocità della guerra greco-turca vi fu il pittore francese Eugène Delacroix, che profondamente indignato decise di eseguire un dipinto per denunciare l'avvenimento, relativamente lontano geograficamente ma assai vicino alla sensibilità europea. L'opera, realizzata con la collaborazione di numerosi testimoni e accompagnata dalla stesura di diversi disegni preparatori, fu terminata nel 1824 e presentata al Salon del 25 agosto di quell'anno con il titolo Scènes des massacres de Scio; familles grecques attendent la mort ou l'esclavage [Scene di massacro a Scio; famiglie greche attendono la morte o la schiavitù].
La critica accolse Il massacro di Scio in modo impietoso: furono in molti, infatti, a rimproverare Delacroix dell'applicazione «rozza» del colore e della mancanza di disegno delle figure, caratteristiche fraintese come un'offensiva trascuratezza pittorica. Stendhal ritenne l'opera mediocre e «sragionevole», Jean-Auguste-Dominique Ingres arrivò a definirla «la febbre e l'epilessia dell'arte moderna», ma la critica più virulenta giunse da Antoine-Jean Gros, che definì il dipinto «il massacro della pittura».
Nonostante la ferocia delle critiche, Il massacro di Scio piacque allo Stato Francese, che nel 1824 lo acquistò per la bella cifra di 6.000 franchi per esporlo nel palazzo del Lussemburgo. Il dipinto trovò la sua collocazione definitiva nel novembre del 1874, quando giunse nella collezione del Louvre, museo dove è tuttora esposto.
Marco Valsecchi riferisce che allo stesso Salon parigino del 1824 Il pittore accademico neoclassico Antoine-Jean Gros avrebbe difeso «invece della macchina accademica di Ingres, Il voto di Luigi XIII, (...) la vasta tela di Delacroix I massacri di Scio, (...). E per questa preferenza data all'avversario Delacroix, Gros verrà definito il più brillante ma anche il più infelice degli scolari di David». Ancora Marco Valsecchi nota come questa opera di Delacroix richiami, per l'iconografia e per l'accento di pietà, la «Pala di Santa Tecla del Tiepolo per il Duomo di Este».

## Descrizione

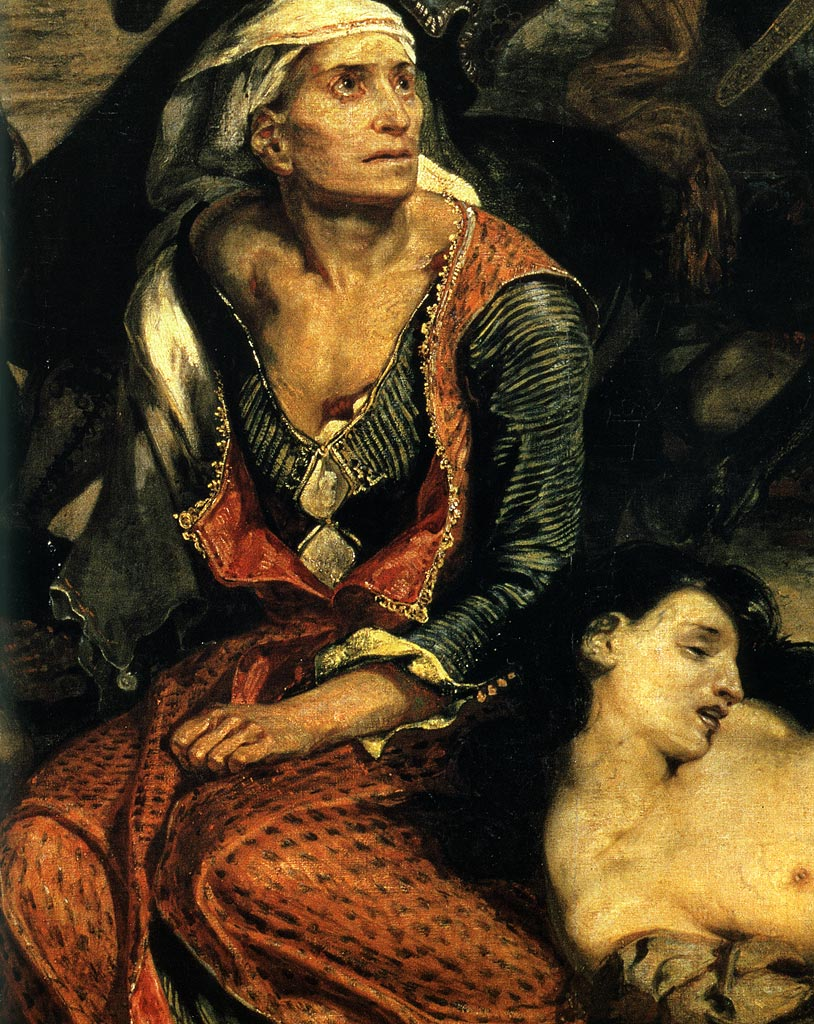
Il massacro di Scio, particolare

Il massacro di Scio raffigura vividamente le atrocità perpetrate dai Turchi contro la popolazione civile dell'isola di Scio. La scena è priva di un eroe, ma anche di un vero e proprio asse centrale, tanto che il punto in cui generalmente la scena raggiungeva il momento di maggiore intensità qui è vuoto.
In primo piano, con un ampio scarto di proporzioni rispetto allo sfondo, è collocato lo schieramento di prigionieri, tutti compatti e compressi dal turco a cavallo, l'unica persona della scena a mostrare una certa vitalità. Tutti gli altri, infatti, giacciono in uno stato di prostrazione e di aberrazione delle forze vitali, e attendono rassegnate la deportazione. Al centro un uomo trafitto al costato, agonizzante, sta esalando gli ultimi respiri; troviamo inoltre un'anziana greca pure seduta a fianco al cadavere di un'altra donna, alla quale è aggrappato il giovanissimo figlio che tenta invano di succhiare il suo seno. Una donna nuda, infine, è legata al cavallo del soldato turco, pronto ad assassinare la madre della rapita. Sullo sfondo, organizzato in una composizione evanescente e privo di un preciso punto di fuga, notiamo inoltre un cielo tenebroso e una pianura riarsa, che si estende sino a culminare in un orizzonte mediterraneo.
Nel Massacro di Scio Delacroix sperimentò le novità pittoriche introdotte dall'amico e collega Théodore Géricault nel quadro La zattera della Medusa, dalla quale riprese l'impostazione piramidale e i temi. La luce è molto intensa, e inonda le figure che - pressate le une sulle altre - proiettano pochissime ombre, evitando che il colore si smorzi. Gli accordi cromatici di questo dipinto, infatti, sono molto vivi, così come i contrasti sono assai numerosi. Ai contrasti del colore si accostano i contrasti emotivi: Delacroix, infatti, concilia sapientemente i lati più macabri e inquieti del dipinto con quelli più teneri e sensuali, ben esemplificati nella lasciva immagine della donna nuda legata al cavallo. Notevole, infine, anche il contrasto tra il realismo dei particolari, accuratamente descritti dal pittore, e l'irrealismo deliberatamente ottenuto accostando staticità e movimento.